# Szántay-Szémán István
Szántay-Szémán István (Abaújszántó, 1880. július 5. – Miskolc, 1960. december 22.) görögkatolikus pap, egyháztörténész, liturgia-tudós, író, lapszerkesztő. A Miskolci Apostoli Exarchátus általános helynöke.

## Élete
Abaújszántón született 1880. július 5-én kilencgyermekes munkáscsaládban. Teológiai tanulmányait az eperjesi szemináriumban végezte. A Pázmány Péter Tudományegyetem Hittudományi Karán doktori fokozatot szerzett. Vályi János eperjesi püspök 1903. szeptember 20-án szentelte pappá. 1903-1905 között az eperjesi Királyi Görög katholikus Tanítóképző tanára, 1905-től az eperjesi Királyi Katholikus Főgimnázium hittanára. 1907-től az Eperjesi egyházmegye másodtanfelügyelője, 1916-tól főtanfelügyelője. 1911-től szentszéki tanácsos. Az I. világháborúban tábori lelkész. 1920-ban a Nemzetiségi Minisztérium, 1922-től a Magyar Nemzeti Múzeum munkatársa, majd pedig a Vallás- és Közoktatásügyi Minisztérium tanügyi főtanácsosaként megy nyugdíjba. Az 1924-ben alapított Miskolci Apostoli Exarchátus (akkori nevén Kormányzóság) első főpásztora, Papp Antal érsek 1925-ben általános helynökké, főtanfelügyelővé, a konzultori testület elnökévé nevezi ki. Papp Antal érsek-kormányzó 1945. december 24-én bekövetkezett halála után konzultori helynökként vezette a Miskolci Apostoli Kormányzóságot. Az új kormányzó, az 1946-ban kinevezett dr. Dudás Miklós hajdúdorogi püspök is Szántay-Szémán István nevezte ki általános helynökké, aki a tisztséget haláláig, 1960. december 22-ig töltötte be.

## Munkássága
Mind a keleti szent tudományok (teológia, liturgia, egyháztörténet, kánonjog), mind pedig a vallásos szépirodalom terén gazdag írói életművet hagyott maga után. Számos egyházi szervezetben vállalt feladatot. Életművéből kiemelkedik a Keleti Egyház című tudományos folyóirat megalapítása 1934-ben, melyet 1945-ig főszerkesztőként jegyzett.
Részt vett az 1938-as 34. Eucharisztikus világkongresszus szervezésében. Az ő kezdeményezésére került be a programba a Szent István Bazilikában végzett bizánci szertartású Szent Liturgia, melyen Eugenio Pacelli (a későbbi XII. Piusz) pápai legátus is részt vett.
Az ő vezetésével adta ki a Keleti Egyház szerkesztősége 1938-ban a "Dicsérjétek az Úr nevét" c. ima- és énekeskönyvet, mely a magyar nyelvű görögkatolikus liturgiafejlődés fontos kiadványa.
1939-től ügyvezető elnöke a Szent Miklós Magyarországi Uniós Szövetség, melynek célja a keresztény egyházak egységének előmozdítása volt. A Szent István Akadémia tagja, a Szent Pál Társulat és a Szent László Társulat alelnöke volt. A Jeruzsálemi Szent Sír Lovagrend lovagja és a rend szentföldi missziójáénak magyarországi igazgatója. A Miskolci Tankerület Közoktatási Tanácsának elnöke (1939), a Magyar-Bolgár Társaság miskolci tagozatának elnöke.
Szántay-Szémán István tudományos és szervező tevékenységét nemzetközi elismertség övezte. Miklósy István hajdúdorogi püspök halála után (1937) ő volt a Szentszék első számú jelöltje a Hajdúdorogi egyházmegye élére. Mivel azonban nős áldozópap volt, kinevezésére nem kerülhetett sor.

## Kitüntetései
- 1920-ban tb. kanonok
- 1927-től pápai prelátus
- 1939-ben benedikált archipresbiter
- tábori lelkészi szolgálatáért kardokkal díszített magyar és bolgár háborús emlékérem és a hadiékítményes bajor háborús emlékérem tulajdonosa

## Művei
- A három szent püspökről nevezett ungvári növendékpapság egyházirodalmi könyvtárának jegyzéke. Ungvár, 1900.
- Innen-onnan. Orosz elbeszélések, Bp. 1908
- A boldogságos Szűz Mária tisztelete a görög egyházban. Budapest, 1908.
- Mária felé. Eperjes, 1911.
- Görögkatolikus szertartástan. Bp. 1911.
- Az újabb orosz irodalom. Bp. 1926.
- Az unionizmus. Vázlatok az egyházak egyesülésének kérdésében, Miskolc, 1932.
- Az orosz theologiai irodalom általános képe I., in: Keleti Egyház 1/8. (1934) p. 249.
- Az orosz theológiai irodalom általános képe II., in: Keleti Egyház 1/9. (1934) p. 282.
- Az orosz theologiai irodalom általános képe III., in: Keleti Egyház 1/10. (1934) p. 313.
- A ritus és a ritusváltoztatás I., in: Keleti Egyház 2/8. (1935) p. 242.
- Ritus és ritusváltoztatás II., in: Keleti Egyház 2/9. (1935) p. 271.
- Ritus és ritusváltoztatás III., in: Keleti Egyház 2/10. (1935) p. 32/
- Közös kincsünk, in: Keleti Egyház 2/8. (1935) p. 233.
- Uniós visszhang, in: Keleti Egyház 2/7. (1935) p. 193.
- "Katholicizmus vagy forradalom?", in: Keleti Egyház 2/4-5. (1935) p. 124.
- Unió vagy unifikáció?, in: Keleti Egyház 2/4-5. (1935) p. 12/
- Harc az unióért. A gör. kath. egyház helyzete a Kárpátalján a forradalom után, in: Keleti Egyház 2/3. (1935) p. 65.
- Vágyódás az egység után, in: Keleti Egyház 2/2. (1935) p. 33.
- Mindnyájunknak vállalnunk kell az uniós munkát, in: Keleti Egyház 2/1. (1935) p. 1.
- XI. Pius pápa és az unió, Klny Az Egri Egyházmegyei Közlöny 1935. évi 5. számából [Különnyomat], Eger. Érseki Lyceumi Könyvnyomda, 1935
- A breszti unió (1596). V. Vlaszov von Waldenberg könyvéből, in: Keleti Egyház 3/9-10. (1936) p. 247.
- Dogmatikai kérdések a keleti egyházszakadásban. Történelmi vázlat, in: Keleti Egyház 3/7-8. (1936) p. 194.
- Az unionizmus egyetemessége. Magyar jegyzetek a velehrádi VII. uniós kongresszus elé, in: Keleti Egyház 3/6. (1936) p. 161.
- Imádkozzunk az unióért, in: Keleti Egyház 3/5. (1936) p. 129.
- Az amerikai gör. szert. katholikusok válsága, in: Keleti Egyház 3/4. (1936) p. 97.
- Sincero bíboros, in: Keleti Egyház 3/3. (1936) p. 67.
- A pápa és a papság. A pápai koronázási évforduló és az "Ad catholici sacerdotii fastigium" in: Keleti Egyház 3/3. (1936) p. 65.
- Katholicizmus és unió, in: Keleti Egyház 3/1. (1936) p. 3.
- Katholicizmus és unió, in: Keleti Egyház 3/2. (1936) p. 43.
- Katholicizmus és unió, Miskolc, 1936
- Kelet és az eucharisztia, Miskolc, Ludvig István Könyvnyomdája, [1937]
- Eucharisztia unio. Egy megoldandó szentévi feladat, Miskolc, Felsőmagyarországi Nyomdavállalat, [1937]
- XIII. Leó pápa uniós szózata és Kelet, in: Keleti Egyház 4/7. (1937) p. 161.
- Aranyszájú Sz. János "Az Eucharistia doktora", in: Keleti Egyház 4/3-4. (1937) p. 51.
- A 34. Nemzetközi Eucharisztikus Kongresszus és mi, in: Keleti Egyház 4/3-4. (1937) p. 49.
- Gyakorlati unionizmus. Újévi beköszöntő helyett, in: Keleti Egyház 4/1-2. (1937) p. 1.
- Jubiláljunk-e vagy búcsúzzunk?, in: Keleti Egyház 5/9. (1938) p. 225.
- Szent István évében, in: Keleti Egyház 5/7-8. (1938) p. 185.
- Emlékezetül, in: Keleti Egyház 5/6. (1938) p. 149.
- Üdvözlet. A Nemzetközi Eucharisztikus Kongresszusra érkezett keleti szertartású testvéreinkhez, in: Keleti Egyház 5/5. (1938) p. 119.
- Salutatio. Ad Fratres Orientalis Ritus Ad Congressum Eucharisticum Internacionalem Venientibus, in: Keleti Egyház 5/5. (1938) p. 117.
- A görög rítus liturgikus könyvei s magyar nyelvre való átültetésük, in: Keleti Egyház 5/2-3. (1938) p. 41.
- Lesz-e uniós egyesületünk a Szentévben?, in: Keleti Egyház 5/1. (1938) p. 1.
- * A pápaság az orosz ortodoxia tükrében, Miskolc, 1938.
- Új remények, in: Keleti Egyház 6/10. (1939) p. 301.
- A bulgár orthodox egyház és az unió, in: Keleti Egyház 6/9. (1939) p. 293.
- A flórenci zsinat tanulságai, in: Keleti Egyház 6/6. (1939) p. 166.
- Van már uniós egyesületünk!, in: Keleti Egyház 6/6. (1939) p. 161.
- Két szertartás - egy egyház. Összehasonlító liturgikai vezérfonal, I. in: Keleti Egyház 6/3. (1939) p. 75.
- Két szertartás - egy egyház. Összehasonlitó liturgikai vezérfonal, II. in: Keleti Egyház 6/4. (1939) p. 18.
- Két szertartás - egy egyház. Összehasonlitó liturgikai vezérfonal III., in: Keleti Egyház 6/5. (1939) p. 144.
- XII. Pius pápa és Kelet, in: Keleti Egyház 6/4. (1939) p. 97.
- XI. Pius pápa, in: Keleti Egyház 6/3. (1939) p. 57.
- Az egység és a krisztusi szociális élet pápája, in: Keleti Egyház 6/2. (1939) p. 33.
- A történelmi Magyarország görögkatolikus egyházai, in: Keleti Egyház 6/1. (1939) p. 13.
- Új esztendő - új remények, in: Keleti Egyház 6/1. (1939) p. 3.
- Kötelességünk-e valamit tenni az unióért. Tallozás az ujabb keleti egyházi munkatérről, in: Keleti Egyház 7/6. (1940) p. 121.
- Országos szervezkedésünk elé, in: Keleti Egyház 7/5. (1940) p. 97.
- Imádkozzunk az Anyaszentegyház egységéért, in: Görögkatolikus Élet 4/1. (1940) p. 1.
- Keresztény összefogást - keresztény egységet!, in: Keleti Egyház 7/3. (1940) p. 49.
- Ősi szerzetesek Keleten, in: Keleti Egyház 7/2. (1940) p. 38.
- Az ősi liturgiáról, in: Keleti Egyház 7/2. (1940) p. 25.
- A Kelet anachorétáinak és szerzeteseinek érdemei, in: Keleti Egyház 7/1. (1940) p. 9.
- Császárnőm parancsára. Legendás történet a képrombolás korából. Miskolc, 1940.
- A Miskolci Apostoli Kormányzóság első tizenöt éve (1925-1940), Miskolc 1940.
- A Keleti Kongregáció, in: Keleti Egyház 8/10. (1941) p. 241.
- Az egyház útja a keleti szakadásig in: Keleti Egyház 8/8. (1941) p. 179.
- Az egyház útja a keleti szakadásig, in: Keleti Egyház 8/7. (1941) p. 156.
- Uniós katekizmus in: Keleti Egyház 8/6. (1941) p. 129.
- Egy nagy unionista bíboros emlékének (Cusa Miklós 1401-1464), in: Keleti Egyház 8/2. (1941) p. 25.
- Uniós gondolatok az új esztendőre, in: Keleti Egyház 8/1. (1941) p. 1.
- Szívünk vígasztalója. oktató imádságos könyvecske a Jézus Szent Szívét tisztelő görögkatolikus hívek lelki épülésére, Miskolc Ludvig István Könyvnyomdája, 1942
- Az egyház egysége, Miskolc, 1942
- Az uniós világmozgalom érdekében. Van-e szükség az uniós-kongresszusokra, in: Keleti Egyház 9/4-5. (1942) p. 51.
- Uniós kísérletek, in: Keleti Egyház 9/1-3. (1942) p. 3.
- A tükör összetört, Miskolc, 1942. Uniós irányregény.
- A szent unió hőskora. Kuncevics Szent Jozafát polocki érsek élete és vértanúsága, Miskolc, 1943.
- A Boldogságos Szűz a Kelet képtiszteletében és legendáiban, Budapest, Szent István Társulat, 1959